# カリ・ユガ
カリ・ユガ（サンスクリット語: कलियुग、男性の悪魔カリの時代、悪徳の時代とも呼ばれる）は、インド哲学において循環すると考えられている4つのユガのうち、最後の段階である。他の3つはサティヤ・ユガ、トレーター・ユガ、そしてドヴァーパラ・ユガである。スーリヤ・シッダーンタによる、ヒンドゥー暦や仏滅紀元といった紀年法の基礎となっている天文学の論文によれば、カリ・ユガはユリウス暦では紀元前3102年2月18日午前0時より、グレゴリオ暦を過去に適応すれば紀元前3102年1月23日より始まった。また、この日付はクリシュナが地球を離れ、自身の住処へ帰った日であると多くのヒンドゥー教徒によって考えられている。ヒンドゥー経典を解釈する者のほとんどは、この世界は現在、カリ・ユガの中にあると考えている。スワミ・スリ・ユクテスワ・ギリやパラマハンサ・ヨガナンダのように、現在はドヴァーパラ・ユガの始まりに近いと考えている者もいる。カリ・ユガは43万2000年続くと考えられている。
ヒンドゥー教徒は、カリ・ユガの時代は人間の文明によって人々が神から遠ざけられ、霊的な堕落を引き起こしていると信じている。このため暗黒時代と呼ばれる。この時代にあっては人心は荒廃し、貧困・憎悪・狂気・悪疫等あらゆる害悪が蔓延する。
ヒンドゥー教では雄牛を道徳（法）の象徴とすることがある。最初の展開であるサティヤ・ユガにおいて、雄牛は4本の脚を持っているが、それぞれの時代で道徳は4分の1ずつ減っていく。カリの時代は最盛期に比べれば最早4分の1の道徳しかない。ヒンドゥー教における雄牛の脚が1本なのはこのためである。
カリ・ユガは、黙示、悪霊、そして悪魔カリと関連があり、女神であるカーリーと混同しないように注意されたい。サンスクリット語において、これらは関係の無い言葉である。カリ・ユガの「カリ」とは対立、不和、争いを意味する。

## カリ・ユガの特徴
マハーバーラタにおけるマールカンデーヤの会話から、カリ・ユガのいくつかの特徴が確認できる。

### 支配者に関して
- 支配者は理性を欠くようになり、不公平に税金を徴収するようになる。
- 支配者はもはや崇高であることや、被統治者を保護することを義務だと思わなくなる。彼らは世界にとって危険な存在となる。
- 人々はコムギやオオムギが主食であるような地域を探し、そこに移住を始める。しかしその一方で、彼らは自分たちのものを好んでいるので、そのために自分たちの生活を犠牲にする。

### 人間との関係
- 七つの大罪や復讐が普通に行われる。人々はお互いに強い憎しみをあからさまに示すようになる。
- 法は忘れ去られていく。
- 人々は正当化できない殺人について考え始め、そしてそれが悪いことだと考えなくなる。
- 性欲は社会的に容認されるものと見なされ、性行為こそが人生において最も必要なことであると考える。
- 善意が衰えていき、犯罪が飛躍的に増加する。
- 人々は直後に破るためだけに誓いを立てる。
- 人々は酒と薬物に溺れる。
- 男は自分たちの仕事のストレスが大きいことを自覚し、仕事から逃亡するためひきこもる。
- グルはもはや尊敬されなくなり、彼らの弟子たちは師を痛めつけようと試みる。彼らの教えは侮辱され、カーマ（官能的な欲望）の信奉者は全ての人間から心の制御を奪い取る。
- バラモンは学ばれることも尊敬されることもなく、クシャトリヤは勇敢ではなく、ヴァイシャは公平でなくなり、シュードラは正直でなく、彼らの義務や他のカーストに対して謙虚でなくなる。

### カリ・ユガにおける特別な1万年間
プラーナ文献の一つブラフマヴァイヴァルタ・プラーナではバクティ・ヨーガ行者が存在する10世紀（1万年間）について述べられている。カリ・ユガの時代の伝統的な日付である紀元前3102年2月18日から始まっている。

## 化身

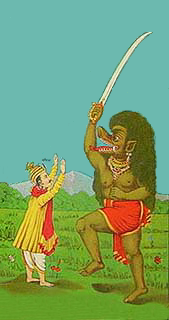
刀を振り回すカリ（右）

「カリ」はカリ・ユガの時代に頂点に君臨する悪魔であり、ヴィシュヌの10番目にして最後のアヴァターラであるカルキの宿敵である。プラーナ文献の一つヴィシュヌ・プラーナによれば、カリはこの世界において、悪の拡大家族と共に絶えず破壊の原因を作り出す、ヴィシュヌにとって負の顕現である。またカリはカルキ・プラーナにおける敵対勢力でもある。このユガの終わりに、カルキはカリとその勢力と戦うために白い駿馬に乗って戻ってくると言われている。カルキによって世界中の悪が滅ぼされ、そして新しい時代、サティヤ・ユガが始まる。

## 他のカリ・ユガの解釈とユガの周期
スワミ・スリ・ユクテスワ・ギリは、オーロビンド・ゴーシュらと同様に、我々は今、ドヴァーパラ・ユガの最中にあり、暦を計算した天文学者や占星術師はKullu Bhattaらサンスクリット語学者による間違った注釈を踏まえてしまっていると主張している。その結果、彼らはカリ・ユガの長さが43万2000年であり、西暦1894年の時点で開始から4,991年が経過しており、あと42万7006年残っていると間違って主張しているとした。ユクテスワルはこのことを「暗い見通しだ！そして幸運なことに、これは正しくない」と宣言した。彼は天文学的な証拠から、カリ・ユガは2,400年間（＝1,200年×2＝カリ・ユガの下降サイクル＋カリ・ユガの上昇サイクル）続くと提唱し、原子力エネルギーや電力の導入こそが現在がドヴァーパラ・ユガであることの裏付けであるとした。